# Amitostigma
Amitostigma – rodzaj roślin z rodziny storczykowatych (Orchidaceae) obejmujący 28 azjatyckich gatunków. Rośliny z tego gatunku rosną często w górach, pośród skalistego i pokrytego mchem podłoża nad brzegami strumyków. Występują także na osłoniętych skalistych zboczach i na bagnach. Rodzaj ten występuje w Indiach, Japonii, Korei Południowej, Korei Północnej, Mjanmie, Wietnamie, Tajlandii, na Tajwanie, ale większość gatunków występuje w Chinach (także w górach Tybetu).

## Morfologia
Rośliny z tego rodzaju są małe, a ich bulwy mięsiste, z kilkoma cienkimi korzeniami. Nowe pędy wyrastają przy każdej bulwie. Łodyga jest zazwyczaj prosta z kilkoma liśćmi u nasady (zazwyczaj dwa lub trzy). Długość łodygi może wahać się od 5 cm do nawet 45 cm. Liście mogą mieć dość różne kształty nawet w obrębie tego samego gatunku. Mogą być eliptyczne, lancetowate, jajowate czy podłużne. Liście pojawiają się w czasie wzrostu kwiatów. Przylistki są zazwyczaj lancetowate. Kwiatostan zawiera zazwyczaj dużo kwiatów, bardzo rzadko tylko jeden lub dwa kwiaty. Zalążnia ma kształt od cylindrycznego po wrzecionowaty (odwrócony). Kwiaty są zazwyczaj rozpostarte i zwrócone w jedną stronę.
Płatki są wolne i mają podłużny do owalnego kształt. Posiadają zazwyczaj pojedyncze żyłki. Krawędź płatków jest delikatnie pofalowana. Prętosłup jest krótki. Dwa, równoległe pylniki znajdują się za kolumną. Dwa wystające znamiona mają nieco maczugowaty kształt. 
Kolor kwiatów może się bardzo różnić w obrębie jednego gatunku: Amitostigma lepidum może mieć fioletowy kolor z białymi brzegami lub kolor biały z fioletowymi kropkami. Po kwitnieniu liście robią się żółte i obumierają. Następnie rośliny przechodzą, w trwający kilka miesięcy, okres spoczynku. Ten cykl jest dobrze przystosowany do klimatu, w którym występują, który jest gorący i suchy w lecie.  

## Systematyka
Rodzaj sklasyfikowany do podplemienia Orchidinae w plemieniu Orchideae, podrodzina epidendronowe ( Orchidoideae), rodzina storczykowate (Orchidaceae), rząd szparagowce (Asparagales) w obrębie roślin jednoliściennych. Badania molekularne wskazują na zagnieżdżenie tego rodzaju wraz z Hemipiliopsis, Hemipilia i Neottianthe w obrębie rodzaju Ponerorchis, w związku z czym proponowane jest włączenie tego taksonu wraz z wymienionymi do Ponerorchis.
Na podstawie badań DNA rodzaj został zakwalifikowany i przeniesiony do rodzaju Hemipilia.
Wykaz gatunków
1. Amitostigma alpestre  Fukuy.
2. Amitostigma amplexifolium  Tang & F.T. Wang
3. Amitostigma basifoliatum  (Finet) Schltr.
4. Amitostigma bidupense (Aver.) Aver., Turczaninowia
5. Amitostigma bifoliatum  Tang & F.T. Wang
6. Amitostigma capitatum  Tang & F.T. Wang
7. Amitostigma dolichocentrum  Tang, F.T. Wang & K.Y. Lang
8. Amitostigma faberi  (Rolfe) Schltr.
9. Amitostigma farreri  Schltr.
10. Amitostigma gonggashanicum  K.Y. Lang
11. Amitostigma gracile  (Blume) Schltr.
12. Amitostigma hemipilioides  (Finet) Tang & F.T.Wang
13. Amitostigma keiskei  (Finet) Schltr.
14. Amitostigma keiskeoides  (Gagnep.) Garay & Kittr.
15. Amitostigma kinoshitae  (Makino) Schltr.
16. Amitostigma lepidum  (Rchb.f.) Schltr.
17. Amitostigma monanthum  (Finet) Schltr.
18. Amitostigma papilionaceum  Tang, F.T. Wang & K.Y. Lang
19. Amitostigma parciflorum  (Finet) Schltr.
20. Amitostigma physoceras  Schltr.
21. Amitostigma pinguicula  (Rchb.f. & S. Moore) Schltr.
22. Amitostigma simplex  Tang & F.T. Wang
23. Amitostigma tetralobum  (Finet) Schltr.
24. Amitostigma thailandicum  Seidenf. & Thaithong
25. Amitostigma tibeticum  Schltr.
26. Amitostigma trifurcatum  Tang, F.T. Wang & K.Y. Lang
27. Amitostigma wenshanense  W.H. Chen, Y.M. Shui & K.Y. Lang
28. Amitostigma yueanum  Tang & F.T. Wang